# Marquesado de Albolote

Escudo de la localidad de Albolote, (Granada)

El marquesado de Albolote es un título nobiliario español, creado el 20 de mayo de 1643 por el rey Felipe IV, a favor de Dalmau Luis de Queralt y Alagón, con el vizcondado previo de Valdepeñas.
Dalmau Luis de Queralt y Alagón era hijo de Dalmau de Queralt y Codina, II conde de Santa Coloma, barón de Queralt y barón de Pons y de Juana de Alagón y Requesens, hija de Martín de Alagón, I marqués de Villasor y de Anna Elisabetta di Requesens, baronessa di San Giacomo.
Este título ha sido ostentado siempre por los condes de Santa Coloma, como uno de sus múltiples títulos menores, hasta que a finales del siglo XIX dejaron de usarlo y de tramitar la correspondiente Carta de Sucesión, por lo que cayó, momentáneamente en el olvido.
Fue en 1915, cuando reinando Alfonso XIII, se solicita la rehabilitación, y se otorga al peticionario Lorenzo de Piñeyro y Queralt que se convirtió en el VIII marqués de Albolote, separándose a partir de ese momento de los títulos ostentados por los condes de Santa Coloma.
Su denominación hace referencia a la localidad de Albolote, municipio integrado en la Vega de Granada.

## Marqueses de Albolote

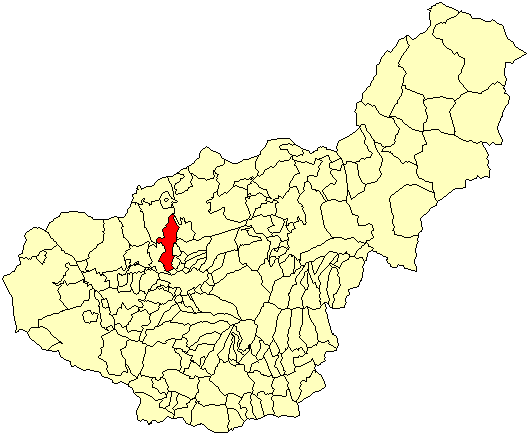
Localización de Albolote, en la provincia de Granada

|                                 | Titular                                   | Periodo                |
| Creación por Felipe IV          | Creación por Felipe IV                    | Creación por Felipe IV |
| ------------------------------- | ----------------------------------------- | ---------------------- |
| I                               | Dalmau de Queralt y Alagón                | 1643-1689              |
| II                              | Luis de Queralt y de Reart de Icard       | 1689-1721              |
| III                             | Juan de Queralt y Xammar                  | 1721-1756              |
| IV                              | Ignacio Andrés de Queralt y Descatllar    | 1756-1766              |
| V                               | Juan Bautista María de Queralt y de Pinós | 1766-1803              |
| VI                              | Juan Bautista de Queralt y Silva          | 1803-1865              |
| VII                             | Juan Bautista de Queralt y Bucarelli      | 1865-1873              |
| Rehabilitación por Alfonso XIII |                                           |                        |
| VIII                            | Lorenzo Piñeyro y Queralt                 | 1915-1921              |
| IX                              | Lorenzo Piñeyro y Fernández de Córdoba    | 1923-2011              |
| X                               | Lorenzo Piñeyro y Escrivá de Romaní       | 2011-2018              |
| XI                              | Isabel Marcelina Piñeyro y Martos         | 2018-actual titular    |

## Historia de los marqueses de Albolote
- Dalmau Luis de Queralt y Alagón (m. 1689), I marqués de Albolote, III conde de Santa Coloma[2] y I marqués de Pons. Le sucedió su sobrino:

- Luis de Queralt y de Reart de Icard (m. 11 de febrero de 1721), II marqués de Albolote, IV conde de Santa Coloma, grande de España.[2]

Casó el 21 de diciembre de 1678 con María de Xamar y Meca. Le sucedió su hijo:
- Juan de Queralt y Xamar (m. 12 de marzo de 1756), III marqués de Albolote y V conde de Santa Coloma., grande de España[2]

Contrajo matrimonio el 26 de febrero de 1711 con Mariana de Descatllar y Desbach, hija de Narcís Descatllar y de Sarriera, I marqués de Besora. Le sucedió su hijo:
- Ignacio Andrés de Queralt y Descatllar (m. 3 de septiembre de 1766), IV marqués de Albolote, VI conde de Santa Coloma, [grande de España[2] y barón de Queralt.

Casó el 8 de mayo de 1757 con María Josefa de Pinós y Sureda. Le sucedió su hijo:
- Juan Bautista de Queralt de Reart y de Pinós (Barcelona, ?-7 de octubre de 1803), V marqués de Albolote, VII conde de Santa Coloma, grande de España[2][3] y III marqués de Besora, caballero de la Gran Cruz de la Orden de Carlos III y gentilhombre de Cámara.[3]

Contrajo matrimonio el 2 de octubre de 1784 con la madrileña María Luisa de Silva y González Castejón, XV condesa de Cifuentes, IX marquesa de Gramosa, dos veces grande de España, V marquesa de Alconchel,dama noble de la Orden de María Luisa, hija de Juan de Silva Meneses y Pacheco, XIV conde de Cifuentes, y de su segunda esposa, María Bernarda González de Castejón y Villalonga, natural de Ágreda. Le sucedió su hijo:
- Juan Bautista de Queralt y Silva (Barcelona, 18 de marzo de 1786-13 de marzo de 1865)[3] VI marqués de Albolote, VIII conde de Santa Coloma,[2] XVI conde de Cifuentes, VI marqués de Alconchel,[4] IV marqués de Lanzarote, X de Gramosa, tres veces grande de España, IV marqués de Besora, etc.[5]  Fue prócer, caballero de la Insigne Orden del Toisón de Oro, Gran Cruz de Carlos III, teniente coronel de los reales ejércitos, senador y mayordomo mayor de la reina.

Casó en primeras nupcias en Madrid el 16 de mayo de 1805 con María Pilar Bucarelli y Silva, V marquesa de Vallehermoso, IX condesa de Fuenclara, dos veces grande de España, y VII condesa de Gerena, hija de Luis Bucarelli y Bucarelli, VI conde de Gerena, y de María del Rosario de Silva y Fernández de Miranda, VII condesa de Fuenclara, grande de España, duquesa de Arenberg, dama noble de la Orden de María Luisa. Contrajo un segundo matrimonio alrededor del 28 de abril de 1835 con María Francisca de Cabanyes y del Castillo. Le sucedió un hijo del primer matrimonio:
- Juan Bautista de Queralt y Bucarelli (Sevilla, 8 de octubre de 1814-Biarritz, 17 de abril de 1873),  VII marqués de Albolote,[7] IX conde de Santa Coloma,[2] VIII conde de Gerena, X conde de las Amayuelas,[8] XVII conde de Cifuentes y X conde de Fuenclara, XVII marqués de Cañete, X marqués de Gramosa y VI de Vallehermoso, siete veces grande de España, marqués de Albaserrada,  VII marqués de Alconchel,[7] VII marqués de Besora, etc.[8]

Casó el 29 de diciembre de 1835 con María Dominga Bernaldo de Quirós y Colón de Larreátegui (5 de enero de 1816-22 de agosto de 1884), miembro de la casa ducal de Veragua, hija de Antonio María Bernaldo de Quirós Rodríguez de los Ríos –marqués de Monreal y de Santiago– y de Hipólita Colón de Larreátegui.
Su hijo mayor, Hipólito de Queralt y Bernaldo de Quirós (Sevilla, 22 de enero de 1841-Madrid, 12 de junio de 1877), X conde de Santa Coloma, IX conde de Gerena, XI conde de las Amayuelas, XI marqués de Albaserrada, VIII marqués de Alconchel,  XVIII marqués de Cañete, VII de Vallehermoso, cinco veces grande de España, y otros títulos, no solicitó la sucesión en el título de marqués de Albolote, por lo que, de momento quedó vacante. Tuvo varios hijos de su matrimonio con Elvira Zenaida Fernández-Maquieira y Oyanguren, natural de Valparaíso,  hija de Remigio Fernández Maquieira y Frexia María de la O de Oyanguren y Squella, entre ellos, María Dominga de Queralt y Fernández-Maquieira, II condesa de Torralba de Aragón (rehabilitado a su favor en 1925) que Casó con Lorenzo Piñeyro y Fernández de Villavicencio (1864-1939), X marqués de Bendaña grande de España,  y VIII Marqués de la Mesa de Asta. María Dominga de Queralt trasmitió los derechos para rehabilitar el marquesado de Albolote a su hijo:
- Lorenzo Piñeyro y Queralt (Madrid, 6 de octubre de 1894-ibidem, 1921), VIII marqués de Albolote (por habérsele concedido la rehabilitación de este título en 1915).[14]

Casó en Madrid el 30 de diciembre de 1919 con María de los Milagros Fernández de Córdoba y Álvarez de las Asturias Bohorques. Le sucedió su hijo:
- Lorenzo Piñeyro y Fernández de Córdoba (Madrid, 8 de octubre de 1920-ibidem, 2 de marzo de 2011), IX marqués de Albolote,[14] XI marqués de Bendaña (heredado de su abuelo paterno, Lorenzo Piñeyro y Fernández de Villavicencio), grande de España.[13] IV conde de Torralba de Aragón (heredado de su tío paterno, Buenaventura Piñeyro de Queralt) y XII barón de Molinet.[14]

Contrajo matrimonio con María Escrivá de Romaní y Patiño. Le sucedió su hijo, actual marqués de Albolote:
- Lorenzo Piñeyro y Escrivá de Romaní (n.1950), X marqués de Albolote,[15] XII marqués de Bendaña,[16] V conde de Torralba de Aragón y XIII barón de Molinet.[15]

Casó en Madrid el 7 de mayo de 1979 con Isabel Martos y Azlor de Aragón, hija de los duques de Granada de Ega, marqueses de Casa Thilly, de Iturbieta y de Santiago de Oropesa. Cedió el título de marqués de Albolote a su hija:
- Isabel Piñeyro y Martos (Madrid, 28 de noviembre de 1981), XI marquesa de Albolote.[15][17]